# La Vierge de la famille de Vic
La Vierge de la famille de Vic est un tableau d'autel, peint par Frans Pourbus le Jeune, à la fin de sa carrière, entre 1618 et 1621. C'est un bon exemple du syncrétisme flamand-italien-français de ce peintre.
On peut voir ce tableau (huile sur toile, 363 × 270 cm) à Paris, dans l'église Saint-Nicolas-des-Champs, dans sa chapelle d'origine (déambulatoire sud). Elle est classée Monument historique (au titre Objet) depuis 1905. Une copie du XVIIe siècle (400 × 180 cm) est également classée M.H. depuis 1977, dans l'église Saint-Paul de Chailly-en-Bière (canton de Fontainebleau).

## Description
Au pied de la Vierge trônant, l'enfant sur ses genoux, l'iconographie des six personnages n'a pas été parfaitement élucidée, mais presque :
- au fond, à gauche, Dominique I de Vic, dit le capitaine Sarred, militaire au service de plusieurs rois de France, et un des compagnons d'armes les plus dévoués de Henri IV. Celui-ci l'autorisa à ajouter, au blason de la famille de Vic (une foi = deux bras et mains droites jointes), un écusson d'azur chargé d'une fleur de lys d'or. Ces armoiries sont visibles sur l'épaule du personnage représenté, ainsi que le gorgerin de son armure. Il s'agit d'un hommage posthume, puisque Dominique I de Vic était mort huit ans auparavant, en 1610[4].
- devant ce dernier, son saint patron, saint Dominique, dans l' habit traditionnel blanc et noir de l'ordre des Prêcheurs ou Dominicains.
- devant saint Dominique, le prélat agenouillé serait saint Anselme, canonisé en 1494, mais surtout abbé du Bec, en Normandie, à la fin du XIe siècle. Sa présence s'expliquerait par l'allusion ainsi faite à Dominique II de Vic, neveu de Dominique I de Vic, qui était alors abbé commendataire du Bec, et qui serait peut-être le commanditaire du tableau.
- au fond, à droite, Méry de Vic, frère de Dominique I de Vic et père de Dominique II de Vic. Il était alors au service des rois de France depuis plus de trente ans, par exemple comme ambassadeur d' Henri IV auprès des Ligueurs ou des Protestants ou des cantons suisses ("les ligues de Suisse et Grisons").
- devant lui, le jeune soldat pourrait être suisse justement, c'est-à-dire saint Victor (avec de surcroît un jeu de mots sur le nom de la famille de Vic, d'autant que celle-ci était peut-être originaire de Suisse ou d'Italie), car il appartenait à la légion thébaine massacrée, selon la tradition, dans une région de Suisse, à la fin de l'époque romaine. Or il porte l'étendard à la croix tréflée dite de saint Maurice, le chef de la légion thébaine[5].

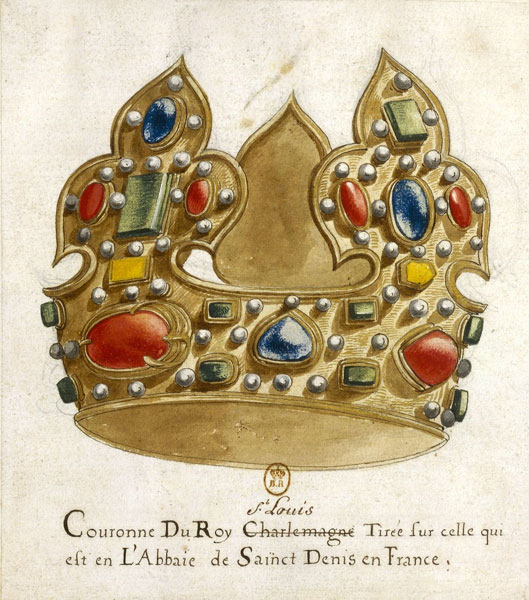

- au premier plan, à droite, et de façon assez prééminente (voyez le jeu des mains en écho à celles de l'Enfant-roi), le roi de France représenté ne serait pas Charlemagne mais Robert II le Pieux, l'un des souverains de l'an Mil, parce qu'on l'associait encore, au début du XVIIe siècle, à sa grande dévotion à la Vierge et parce que l'on croyait que l'église de Saint-Nicolas-des-Champs avait été fondée par lui[6]. Il porte tous les ornements royaux (les regalia du Royaume de France) : les vêtements (la chappe bleue et son fermail, la dalmatique rouge, la tunique blanche), les sandales de velours fleurdelysé avec les éperons d'or, la couronne de saint Louis (détruite à la Révolution[7]), l'épée Joyeuse, le sceptre et la main de justice. Frans Pourbus a peint d'après nature, car il avait accès au Trésor, en tant que "peintre du Roi". Il avait d'ailleurs fait partiellement de même pour son Portait d'Henri IV, aujourd'hui au Musée des Offices.

## Historique

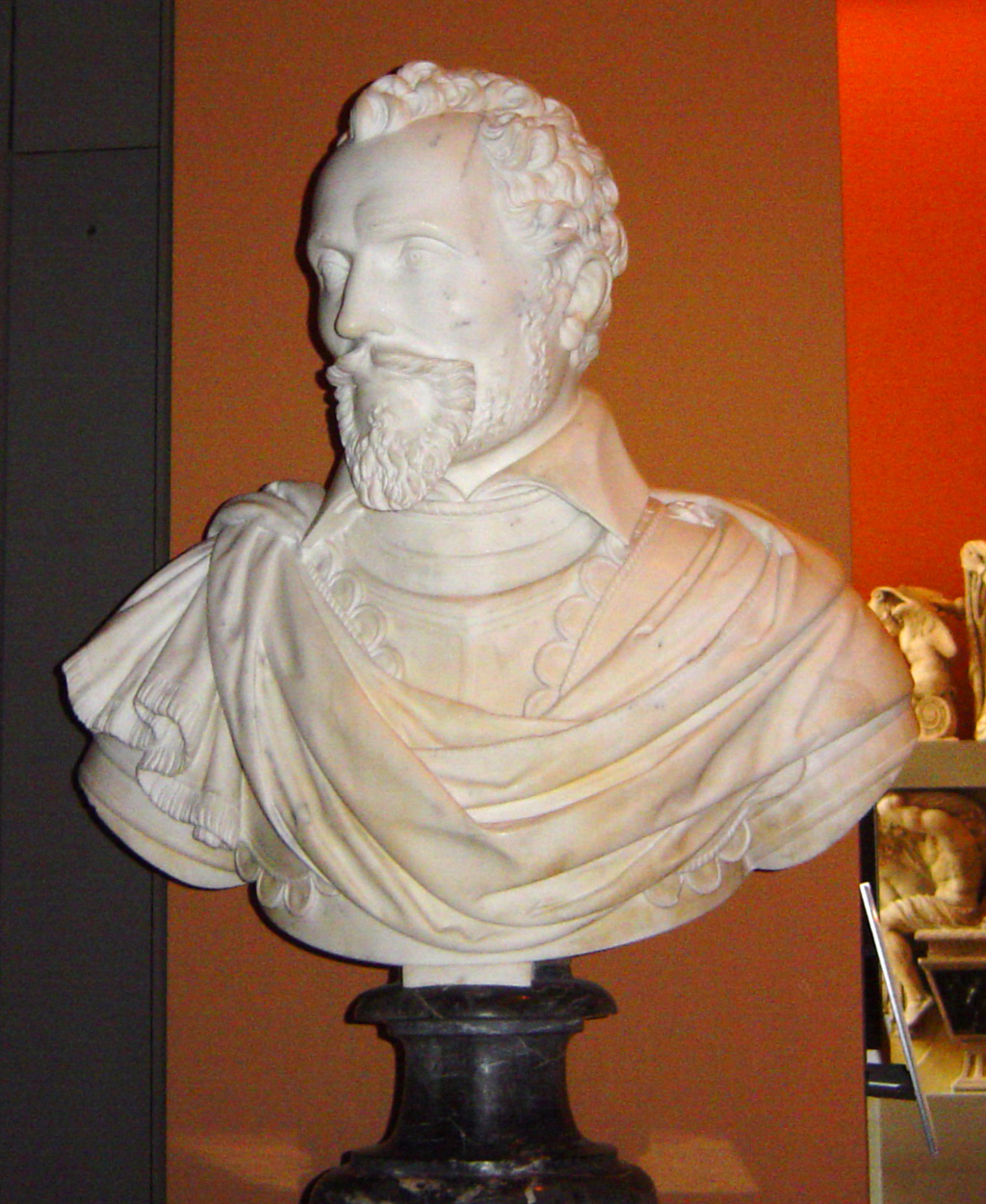
Dominique I de Vic, vice-amiral de France. Buste au Musée du Louvre.

En septembre 1618, Dominique II de Vic représente son père Méry de Vic quand est signé, avec les marguilliers de Saint-Nicolas-des-Champs, le contrat notarial de concession d'une chapelle nouvellement construite. Dès 1613, Méry de Vic avait payé un acompte de deux cents livres sur les douze cents requises. La chapelle prendra le nom de chapelle de la Vierge, parce que Méry de Vic, sans doute en souvenir de son épouse Marie (et non pas Anne) (de) Bourdineau, décédée huit ans plus tôt, la fait décorer, d'une part de peintures murales à la voûte sur le thème de l'Assomption (peintures par Georges Lallemant, toujours en place), d'autre part de ce retable consacré donc à la vénération de la Vierge, mais avec la présence de lui-même, de son frère décédé également huit ans plus tôt, et de son fils aîné.
- Pour ce retable peint entre 1618 et 1621 (Pourbus meurt en février 1622), Méry de Vic (ou bien son fils, Dominique II de Vic[11]) s'adresse à un peintre de renom, Frans Pourbus (le Jeune) qui est présent en France depuis dix ans, qui a déjà fait des portraits du roi Henri IV et des portraits de la reine Marie de Médicis, et qui est naturalisé en cette même année 1618. Il est probable (le marché n'a pas été retrouvé) que le commanditaire demande que la figure symbolique du roi de France soit nettement marquée, afin de témoigner du service et de la fidélité que ces trois membres de la famille de Vic ont toujours manifestés.
- À la Révolution, vers 1793, ce retable, comme tous ceux dans l'église, est probablement enlevé et envoyé au Museum central des arts de la République, créé au Louvre[12].
- Au début du XIXe siècle, il revient à Saint-Nicolas-des-Champs, par hasard semble-t-il, puisque "cette toile a été donnée par le Musée central sous le nom de Lenain, et comme provenant de Notre-Dame", dit un auteur, en 1898, qui identifie "saint Charles, saint Georges, saint Louis de Marseilles, un autre évêque et deux commettants"[13].
- En 1841, dans sa monographie sur l'église, l'abbé Pascal décrit notre tableau accroché dans la chapelle mitoyenne de la chapelle d'origine. Il l'appelle La Vierge de la Victoire, car il y voyait la commémoration de la bataille de Bouvines et du vœu fait alors par Philippe-Auguste de bâtir une abbaye sous le nom de Notre-Dame-de-la-Victoire, près de Senlis[14].
- En 1922, Jacques de Noirmont, dans un article du Journal des débats, reconstitue l'origine de Vic du tableau, sans se prononcer sur le nom du peintre. Il identifie Méry de Vic, Dominique II de Vic, saint Dominique, saint Méry, saint Charlemagne, saint Gédéon repris en saint Maurice[15].
- en 1958, Jacques Wilhelm et Bernard de Montgolfier, dans un article de Revue des arts, étudient en détail notre tableau à qui ils donnent le nom définitif de Vierge de la famille de Vic[16]. Ils l'attribuent à Frans Pourbus[17]. Depuis cet article, une quinzaine d'auteurs ont écrit sur ce retable[18], dont ....
- en 1977, Jacques Foucart consacre une notice détaillée à notre tableau dans le catalogue de l'exposition du Grand Palais, Le siècle de Rubens dans les coll. publiques françaises[1].Madone du Rosaire (Le Caravage), v. 1604-1606

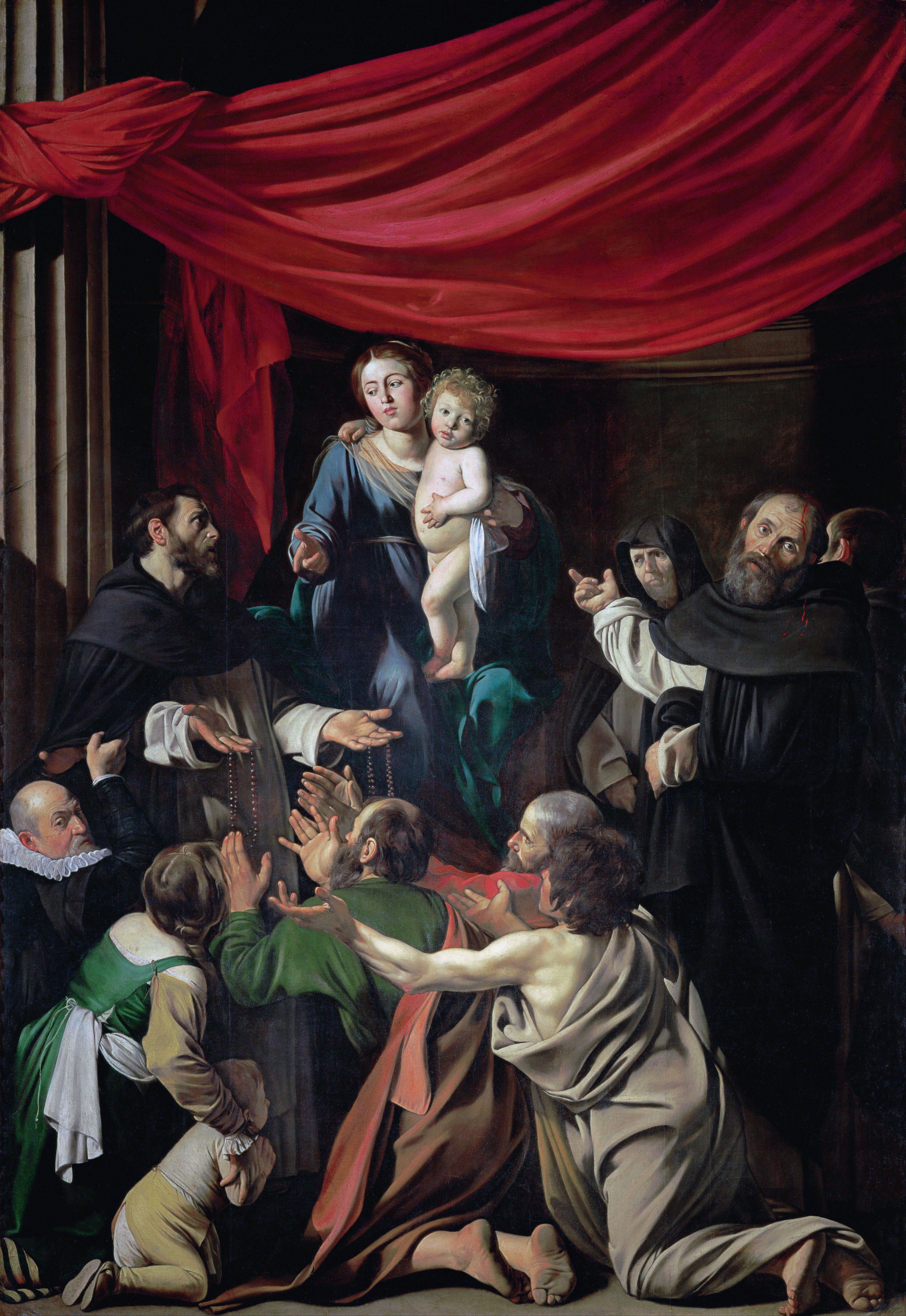
Madone du Rosaire (Le Caravage), v. 1604-1606

- en 2008-2011, dans sa monographie sur Frans Pourbus, Blaise Ducos[19] observe que le tableau (alors placé dans le chœur) n'était pas accroché, à l'origine, sur la paroi de droite de la chapelle comme actuellement, mais bien en retable sur la paroi de gauche, puisque l'artiste a disposé ses effets d'ombres en fonction de la fenêtre de la chapelle. Ducos relève plusieurs emprunts faits par Pourbus, en adéquation avec les théories du Cavalier Marin (qui est alors à la Cour de France et dont il fait le portrait) : le geste du Christ bénissant, sur les genoux de la Vierge trônant, serait un souvenir des Sept joies de la Vierge peint par son grand-père Pieter Pourbus, qui le forma; Frans Pourbus le Jeune emprunterait également l'idée d'un saint en armure à La Vierge de la Victoire peint par Mantegna, qu'il avait vue à Mantoue; enfin, il est surtout influencé par La Madone du Rosaire du Caravage qu'il avait vue à Naples chez Louis Finson. Ducos pointe aussi le fait que Pourbus, libéré de la pression de la reine-mère Marie de Médicis, ne se cantonne plus aux portraits mais se lance dans la réalisation d'au moins cinq retables d'églises parisiennes connus.
- en 2012, Guillaume Kazerouni fait le point des connaissances sur ce retable, alors exposé pendant quelques mois au musée Carnavalet avec d'autres tableaux des églises parisiennes au XVIIe siècle. Il observe à son tour que la forte présence des saints dans ce tableau est bien dans l'esprit de la Contre-Réforme[20].